# Polymerlösung
Eine Polymerlösung enthält, neben einem Lösungsmittel, gelöste Polymere. Ein sehr häufig verwendetes Modell zur Beschreibung von Polymerlösungen ist das Flory-Huggins-Modell.

## Eigenschaften und Einteilung
Eine Polymerlösung ist daran zu erkennen, dass eine klare Lösung vorliegt, da molekular verteilte Polymere nicht ausreichend groß sind, um Licht zu brechen. Das Modell der Hansen-Löslichkeitsparameter bietet eine Möglichkeit, die Löslichkeit von Polymeren zu berechnen bzw. vorherzusagen.

### Wässrige Polymerlösungen
Wässrige Polymerlösungen enthalten Polymere, welche in Wasser komplett löslich sind. Hiervon abzugrenzen sind wässrige Polymerdispersionen, welche mit Wasser verträglich sind, jedoch eine zweite klar abgegrenzte Phase ausbilden. Vollständig in Wasser löslich sind beispielsweise Polyvinylalkohol, Methylcellulose, Polyethylenglykol und Hydroxyethylcellulose.

### Lösemittelbasierte Polymerlösungen
Unpolare Lösemittel wie etwa Xylol oder Aceton lösen eine Vielzahl bekannter Polymere. Es ist eine ausreichende Verträglichkeit von Polymer und Lösemittel notwendig, was bedeutet, dass nicht jedes Polymer von jedem Lösemittel gelöst werden kann. Es können nur thermoplastische Polymere gelöst werden. Elastomere und Duromere sind maximal quellbar.

## Anwendungen

### Wässrige Polymerlösungen
Kleister nutzt die Löslichkeit von Methylcellulose in Wasser. Durch das Verdunsten des Lösemittels (Wasser) bindet der Kleister physikalisch ab, wodurch Tapeten fest an der Wand haften.

### Lösemittelbasierte Polymerlösungen
Lösemittelbasierte Polymerlösungen werden in vielen technischen Produkten eingesetzt. Bei lösemittelhaltigen Lacken liegen die Bindemittel als Polymerlösungen vor. Auch bei lösemittelhaltigen Klebstoffen handelt es sich um Polymerlösungen. Von lösemittelbasierten Polymerlösungen abzugrenzen sind Plastisole, welche den Polymerdispersionen ähneln.